# Roman Schikorsky
Roman Schikorsky (* 26. Juni 1975 in Celje, Slowenien) ist Schauspieler, Filmemacher und Produzent. Gemeinsam mit dem Filmemacher Mark Poepping ist er Geschäftsführer der mmpro. film- und medienproduktion.

## Leben
Schikorsky studierte Psychologie und Philosophie an der Freien Universität Berlin. Bereits während seines Studiums geht er seiner eigentlichen Leidenschaft, dem Schauspiel, nach. Er schrieb sich für das Studienfach Schauspiel an der Fritz-Kirchhoff-Schule in Berlin ein und schloss dieses im Jahr 2000 erfolgreich ab.
Im Jahr 2005 drehte er gemeinsam mit dem Regisseur Mark Poepping und dem Kameramann Mako Antonissen seinen TV-Debütfilm "Slowenen in Berlin". Neben seiner Autoren- und Regiearbeit spielt er in deutschen Fernsehproduktionen. Seit 2008 ist Schikorsky zusammen mit Mark Poepping Geschäftsführer und Gesellschafter der mmpro. film- und medienproduktion.

## Filmografie Regie
- 2005: Kurzfilm – Ohne Aussicht auf mehr
- 2006: Doku – Slowenen in Berlin (Regie gemeinsam mit Mark Poepping)
- 2006: Doku – Zeit für mehr (Regie gemeinsam mit Mark Poepping)
- 2006: Doku – Mit dem Klapprad durch Istrien
- 2008: BMFSFJ Jugendschutz - Die Wette
- 2008: Innenministerium NRW – Rauchmelder retten Leben
- 2010: ENNEA (Regie gemeinsam mit Mascha Schilinski)
- 2010: Nachts in Bärlin
- 2011: Wir müssen los – 99Fire-Films-Award 2012 (Regie gemeinsam mit Mascha Schilinski)

## Filmografie Schauspiel
- 2001: Alle Engel sind gleich (Regie: Dorr Zahavi / PRO7)
- 2002: Praxis Bülowbogen (Regie: Dr. Jürgen Kaizik / ARD)
- 2003: Sperling (Regie: Thomas Jahn / ZDF)
- 2005: Ein starkes Team – Lebende Ziele (Regie: Peter.F.Brinkmann / ZDF)
- 2005: Pfarrer Braun (Regie: Ulrich Stark ARD)
- 2010: Nachts in Bärlin (Regie: Roman Schikorsky)
- 2011: Die Draufgänger (Regie: Florian Kern / RTL)